# データ同化
データ同化（データどうか、data assimilation）とは、主に地球科学の分野において数値モデルの再現性を高めるために行われる作業である。簡単に言えば、モデルに実際の観測値を入力してより現実に近い結果が出るようにすることを指す。
地球科学においては、非線形性の高い自然現象を数値モデルによって再現する手法がある。特に気象学では、これが天気予報に大きく貢献している。データ同化は、例えば数値気象予報モデルに気温・気圧・湿度・風向・風速などのデータを入力し、専門的には「初期場」と呼ばれる、物理的パラメータの空間的分布状態を作り出す作業である。ただ、入力されるデータは空間的に偏りが大きいため、データの少ないところでは精度が低くなる。
試作段階の数値モデルにデータ同化の実験を行い、その結果を実際の現象と比較することで、そのモデルの再現性を調べることができる。

## 単純な一例 (気象学以外の)

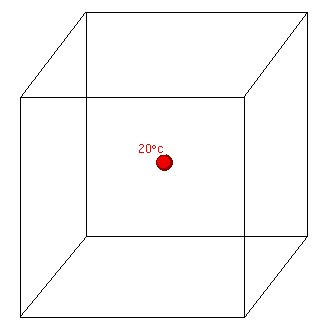
図1. 最初の時点の部屋。

ひとつの熱さ20℃の点のような熱源が配置された部屋における温度を知りたいとしよう。

熱源は静止している。時刻{\displaystyle t_{0}}で、部屋全域で15℃とする。熱源の熱さは能動的に変化し、観測者は部屋の外に居るとする。

予測は次の二つを述べることから成り立っている。ひとつは熱源の点で20℃を適用して一定の時刻{\displaystyle d_{t}}の後の最後でのこと、ふたつめはこれから遠ざかるにつれて次第に冷めていくことである：部屋の空間要素において有効な予測におけるここにそれらは作用する。

観測者は3時間後に再検討する。18℃と予測していたところの、ひとつの測定点で17℃を指して温度計が停止する。この情報によって直前の予測を修正するのを行うことを考えるデータ同化を始める。例えば局所的には、換気はこの温度を下げる、ことを仮定する。もしくは熱源がまだあるいはもっと急速過ぎる温度の低下のことを仮定する。そのようにしてその状況におけるひとつの解析を手に入れる。

|  |  |  |  |  |

その温度計は決して精度は良くない。例えば+/-0.5℃の誤差である。温度計における制度の欠陥での観測の誤差の知識はデータ同化のそのときにこの観測の影響を減らす。予測の誤差の知識（例えばその部屋の正確な断熱についての情報の欠陥）は、他の方向で使うことを行う。この様相の違いは数学的な形式化の後から離れてさらに現れる。

## 統計的な予測方法としてのデータ同化
データ同化の適用においては、確率分布を十分配慮して解析と予測がなされる。解析の段階はベイズの定理の一応用であり、同化の全般にわたる手続きは再帰的なベイズ評価の一例である。しかしながら確率的な解析は通常は計算機に乗るような形に単純化される。確率分布の発展は一般的な場合にはFokker-Plank方程式に従うことでしだいに正確さが減少するであろう。しかし最初のうちは良くてもそれは現実的でない期待である。であるから単純化された表現に基づいた確率分布の様々な近似の操作が代わりに用いられる。確率分布を、Kalmanフィルターにでてくるように正規分布で与えるのなら、それらは平均と分散だけで表現できる。しかし状態の持つ大きな自由度によって、それは分散を満足しない恐れがある、そのために代わりの近似が用いられる。
そこで多くの方法では代わりに平均と幾つかの共分散のみに自由度を低減して確率分布を表現する。基本的な形では、このような解析の段階は最適な統計的補間法として知られる。解析の時間における直接の状態の変化に代わる数理モデルの初期値の調節は、変分的な方法である3DVARと4DVARの本質である。Newton緩和法としても知られる　擦り寄せ法（英：Nudging）あるいは 4DDA は、単純化された共分散に再び戻すことで、離散的な解析サイクルである Kalman-Bucyフィルター よりもむしろ連続的な時間発展と同様になることが本質的である。
アンサンブルKalmanフィルターはシミュレーション全般としては確率分布を表し、標本分散によって共分散を近似する。